# Bibliothek der Alten Welt

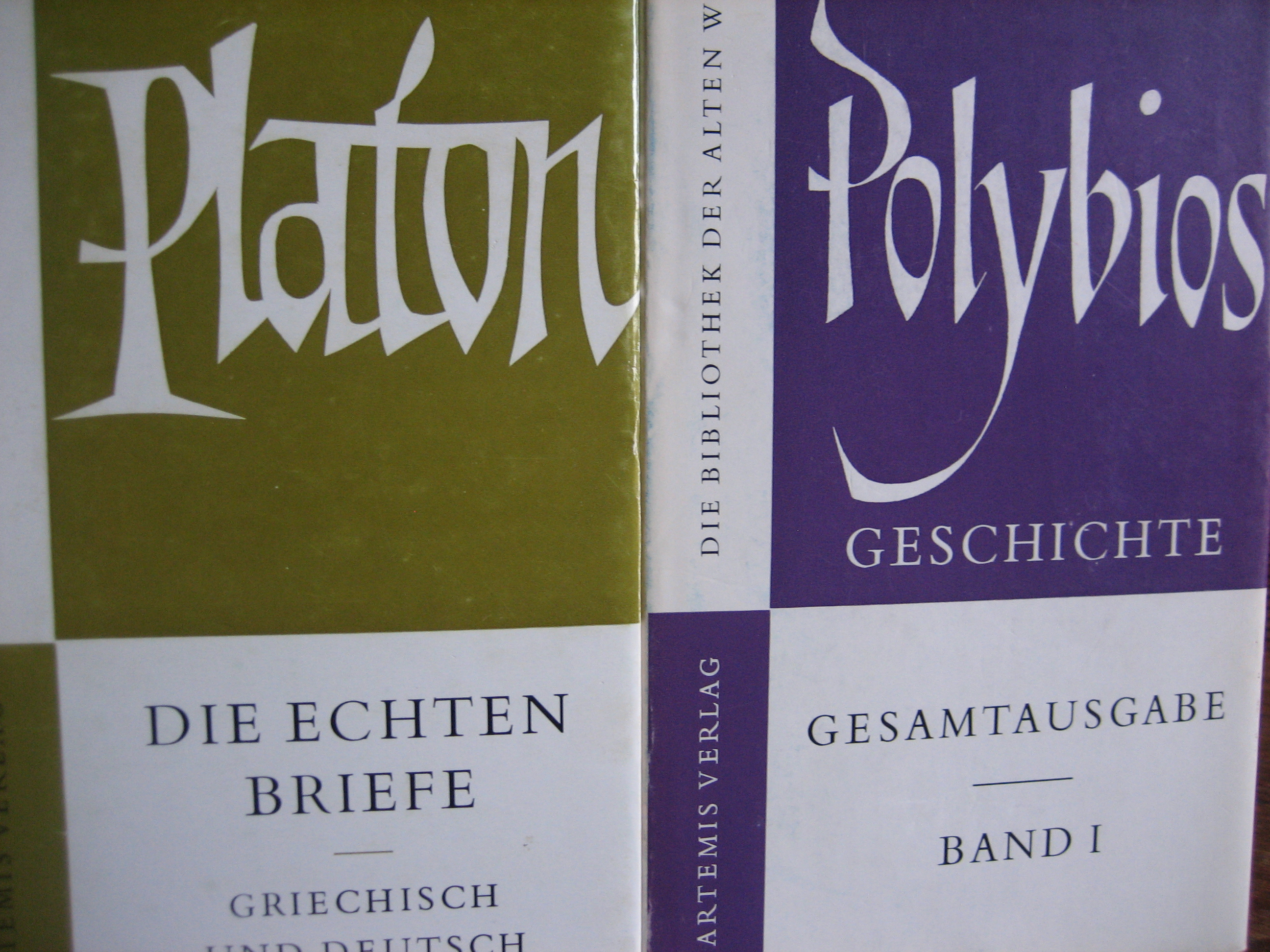
Die reihentypischen Schutzumschläge

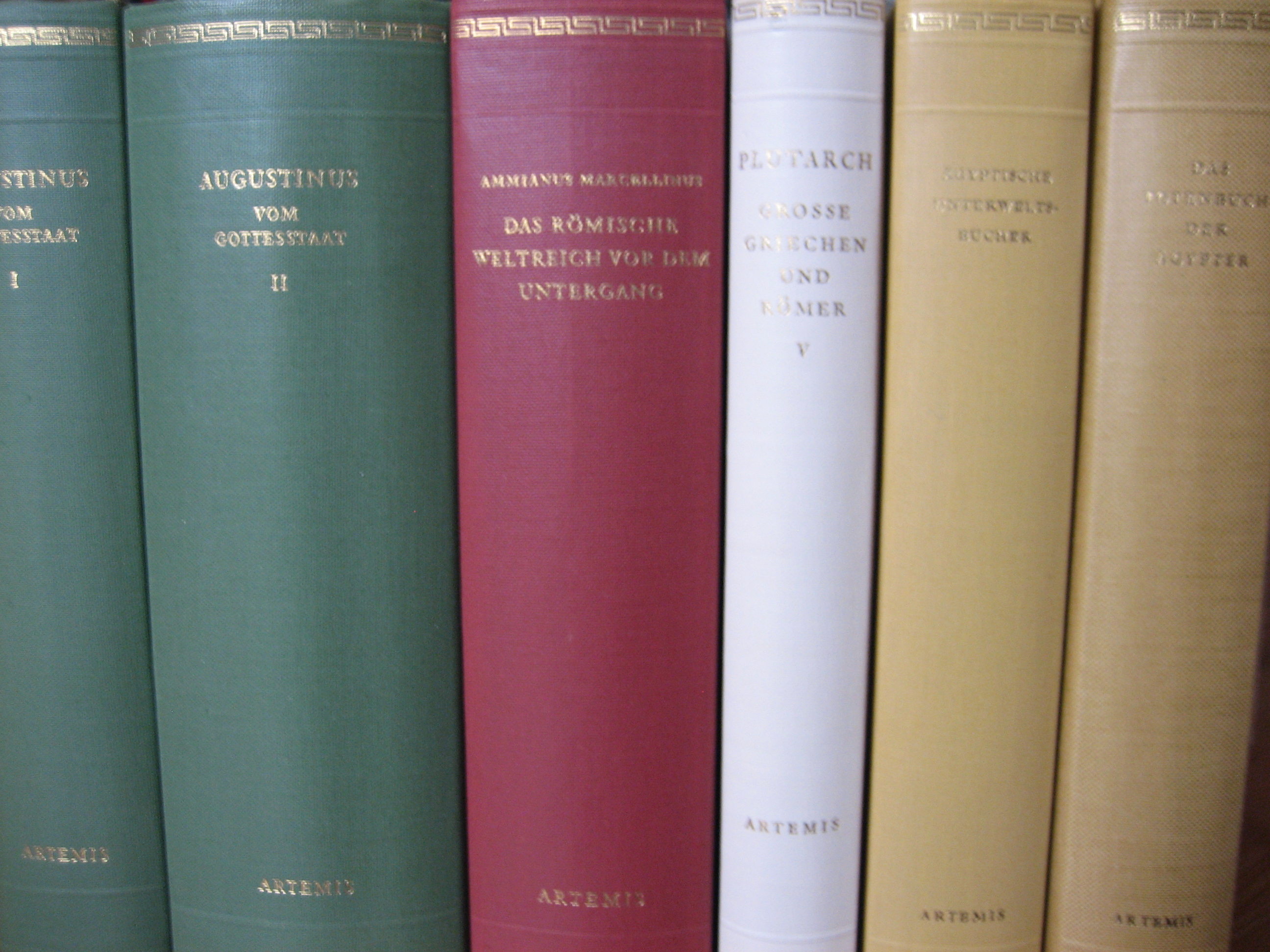
Die charakteristischen vier Farben der Einbände

Die Bibliothek der Alten Welt war eine renommierte Buchreihe des Artemis Verlages, die in ihrer ursprünglichen Form von 1947 bis etwa 1990 herausgegeben wurde. Ziel der Reihe war es, ein möglichst breites Spektrum der Literatur des Altertums zu präsentieren. Neben begleitenden Forschungsbänden gab es vier, auch durch die Einbände farblich voneinander unterschiedene Unterreihen: die griechische Reihe (weiße Leinwandeinbände); die römische Reihe (rote Leinwandeinbände); die Reihe „Der alte Orient“ (sandfarbene Leinwandeinbände) und die Reihe „Antike und Christentum“ (grüne Leinwandeinbände). In den früheren Jahren der Reihe gab es neben dem Leinwand- auch die Variante eines Ganzpergamenteinbandes für Vorzugsausgaben. Format und Gestaltung der Einbände orientierte sich an der berühmten englischen Loeb Classical Library (deren beinahe hundertjährige Popularität nicht zuletzt daher rührt, dass die handlichen Bände in die Jackentasche jedes gebildeten Lesers hineinpassen). Insgesamt erschienen etwa 140 Bände, die bibliographisch bislang noch nicht einheitlich erschlossen sind. In der griechischen, römischen und christlichen Reihe wurden einzelne Ausgaben auch zweisprachig herausgegeben. Einige Bände der Bibliothek wurden später in der Sammlung Tusculum neu herausgebracht, die Artemis in den späten 1970er Jahren vom Heimeran-Verlag übernahm. Zwischen beiden Reihen gibt es also Überschneidungen.
Der Verlag de Gruyter führt immer noch Bände unter dem Titel „Bibliothek der Alten Welt“. Hierbei handelt es sich jedoch lediglich um günstige, meist broschierte (blau-rote) Reprints der alten Artemis-Ausgaben ohne den reihentypischen Einband (siehe oben) und Umschlag (illustriert; weiß), die seit Anfang der 1990er Jahre nicht mehr verwendet werden.

## Geschichtsschreibung in der Bibliothek der Alten Welt
Viele wichtige Werke der antiken Geschichtsschreibung wurden in deutscher Sprache ausschließlich in der Bibliothek der Alten Welt ediert, so z. B. Polybios, Cassius Dio, die Historia Augusta, Ammianus Marcellinus, Pompeius Trogus, Orosius und viele mehr. Daneben gab es Editionen der Meisterwerke antiker Historiographie von Herodot, Thukydides bis zu Sallust, Livius und Sueton. Die „großen Griechen und Römer“, die bedeutende Sammlung von Doppelbiographien des Plutarch, erschien in einer vollständigen sechsbändigen Ausgabe.

## Philosophie in der Bibliothek der Alten Welt
Neben Vorsokratikern, Vertretern der Stoa, des Epikureismus und vielen mehr erschienen in der Bibliothek der Alten Welt jeweils mehrbändige Ausgaben der Werke von Platon, Aristoteles und Augustinus. Berühmt ist die neunbändige Platongesamtausgabe von Olof Gigon (in der Übersetzung von Rudolf Rufener), die folgendermaßen unterteilt ist: Frühdialoge; Werke des Aufstieges; Meisterdialoge; Spätdialoge (2 Bände); Der Staat; Die Gesetze; Die echten Briefe; Lexikon der Namen und Begriffe.

## Klassische Literatur in der Bibliothek der Alten Welt
Zahlreiche bis heute gängige und als Taschenbuchausgaben weit verbreitete Editionen der klassischen Literatur des Altertums erschienen zuerst in der Bibliothek der Alten Welt. Neben Aischylos („Sämtliche Tragödien und Fragmente“, 1952); Sophokles („Tragödien“, 1968); Euripides („Die Tragödien und Fragmente“, 2 Bde., 1958 und 1968) uvm. gab es in der griechischen Reihe eine vollständige deutsche Ausgabe der Komödien des Aristophanes (zunächst in einer zweibändigen, dann, ab 1968, in einer umfangreichen einbändigen Ausgabe), die heute auf dem antiquarischen Buchmarkt sehr gesucht ist.

## Das Alte Ägypten in der Bibliothek der Alten Welt
Zahlreiche der später populären und häufig nachgedruckten Textbände zum alten Ägypten wurden erstmals in der Bibliothek der Alten Welt veröffentlicht, so die „Ägyptische Religion“ in vier Bänden (1956–1960); das „Totenbuch der Ägypter“ (1979); „Die Ägyptischen Unterweltsbücher“ (1972) und „Ägyptische Hymnen und Gebete“ (1975). Die „Ägyptischen Hymnen“ hat der bekannte Ägyptologe Jan Assmann zusammengestellt und damit eine Art ägyptischen Psalter geschaffen, der zahlreiche Erstdrucke enthält. Der Band schließt mit einer ungekürzten Übersetzung des berühmten Nilhymnus des Dichters Cheti. Bemerkenswert ist weiterhin die vom Münchener Ägyptologen Friedrich Wilhelm von Bissing herausgegebene Textsammlung „Altägyptische Lebensweisheit“ (1955), die mit einer Einführung in Quellenauszügen versehen ist und die vollständige Übersetzung wichtiger Papyri der Weisheitsliteratur enthält, welche teilweise erstaunliche Parallelen zu Weisheitstexten und zum Buch Ruth im Alten Testament aufweisen.

## Texte des frühen Christentums in der Bibliothek der Alten Welt
Neben den Hauptwerken des Augustinus publizierte der Artemis-Verlag in der Bibliothek der Alten Welt auch bis dahin nur schwer zugängliche Texte, so einen Band „Christlicher Platonismus“ mit Texten des spätantiken Philosophen Marius Victorinus, zwei Bände „Texte des frühen Mönchtums“ (darin enthalten ist die deutsche Übersetzung der berühmten „Vita Columbani“, die das Leben des iro-gälischen Missionars Kolumban im merowingischen Frankenreich schildert), sowie eine dreibändige Textausgabe der „Gnosis“, die außerhalb der Reihe bis heute nachgedruckt wird und als Standardwerk gilt.